# 中国2010年上海世界博览会委内瑞拉馆

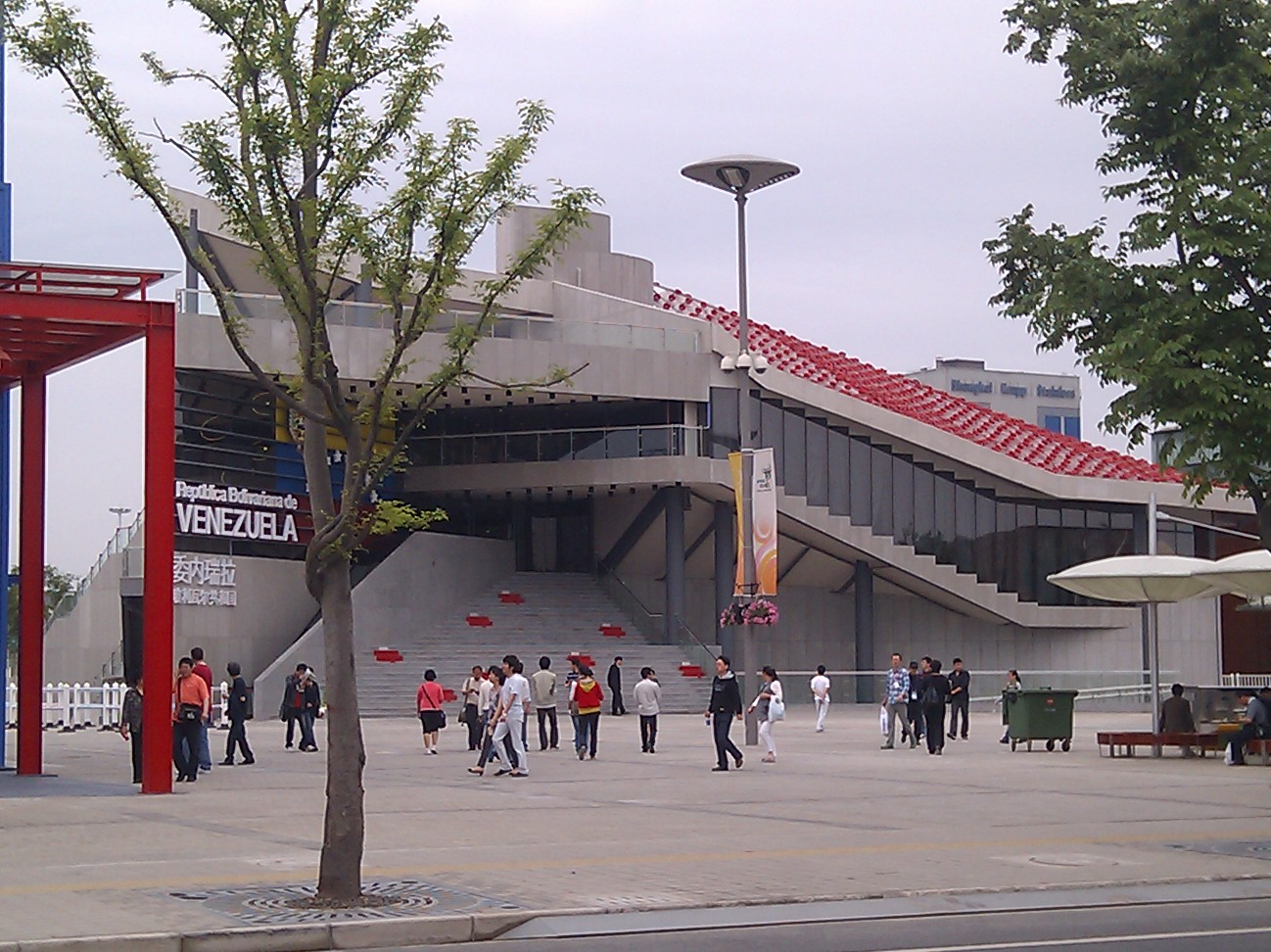
委内瑞拉馆

中国2010年上海世界博览会委内瑞拉馆，简称委内瑞拉馆（英文：Venezuela Pavilion at Expo 2010），是中国2010年上海世界博览会代表委内瑞拉的展馆，位于世博园区C片区。该展馆的主题为“美好的生活创造美好的城市”，展馆面积3000平方米。该馆用“莫比斯环”的表现形式，其三维立体结构被称为“克莱因瓶”。展馆在平面结构上近似数字8，以循环线结构模糊淡化了层次的界限，加强了空间的整体感。 内部包含一个广场，广场中心有一座南美解放者玻利瓦尔的骑马塑像。